# Wilhelm von Rosenstiel

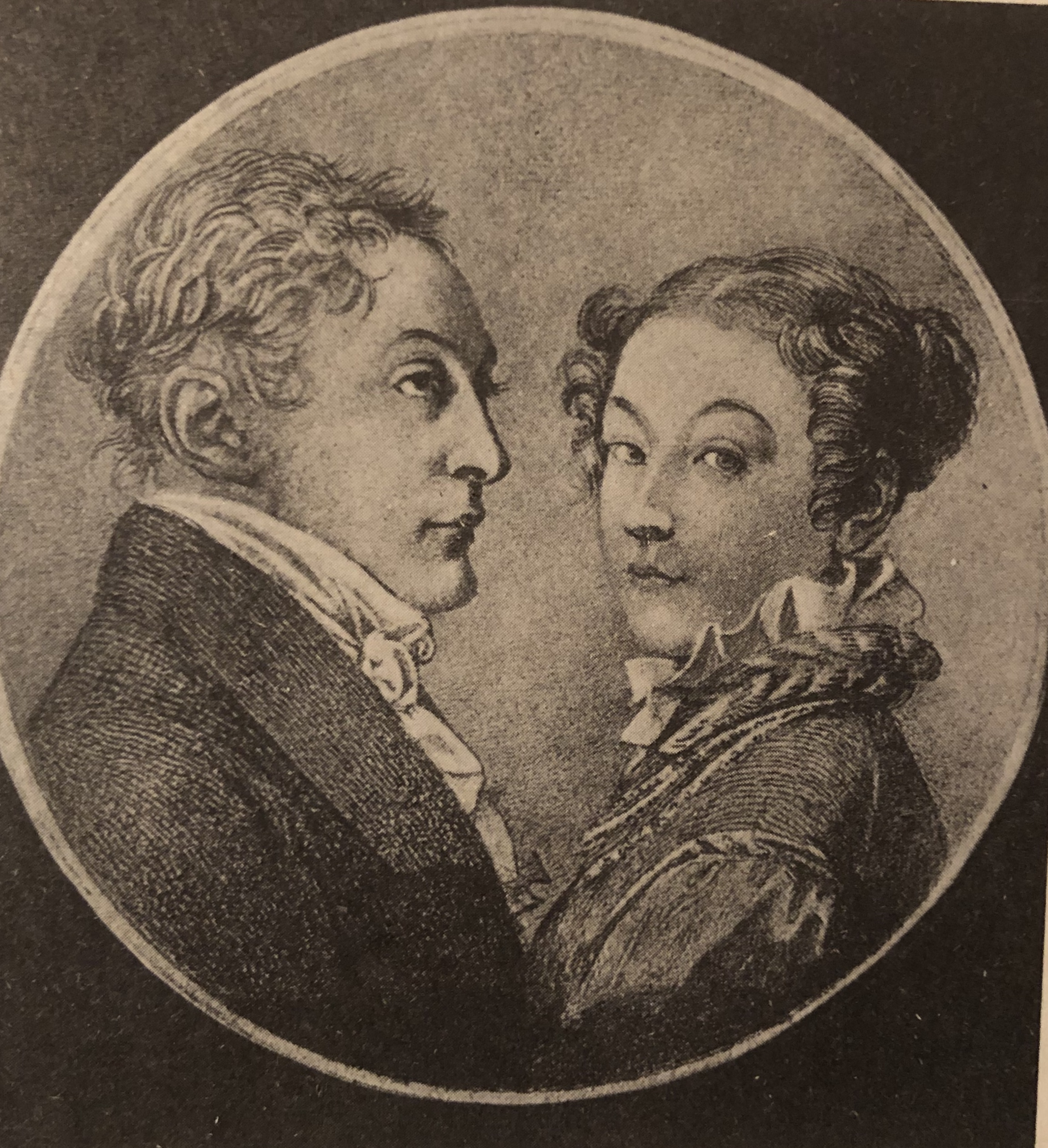
Wilhelm und Agnes Rosenstiel, Zeichnung von Johann Gottfried Schadow, 1821

Karl Anton Wilhelm von Rosenstiel (bis 1845 Carl Anton Wilhelm Rosenstiel; * 1. November 1789 in Berlin, Königreich Preußen; † 10. Oktober 1871 in Herzogswalde, Neumark, Deutsches Reich) war ein deutscher Verleger in Posen und Rittergutsbesitzer.

## Leben
Er entstammte der elsässischen Familie Rosenstiel. Sein Vater Friedrich Philipp Rosenstiel war Direktor der Königlichen Porzellanmanufaktur in Berlin und Zeitungsverleger in Posen, die Mutter Luise Elisabeth war eine Tochter des Posener Buchdruckers Georg Jacob Decker. Die Schwester Henriette heiratete den Bildhauer Johann Gottfried Schadow.
Wilhelm Rosenstiel studierte Cameralia in Rostock seit 1808.
1832 übernahm er die Posener Zeitung von seinem Vater und die dazugehörige Decker'sche Hofbuchdruckerei von seinen Cousins.
Am 29. September 1845 wurde er in Potsdam-Sanssouci in den erblichen preußischen Adelsstand erhoben.
Wilhelm von Rosenstiel erwarb das Gut Herzogswalde in der brandenburgischen Neumark, auf dem er 1871 starb.
Er heiratet 1821 Agnes geb. Wahnschaffe (1802–1825). Kinder waren unter anderen:
- Johann Philipp Moritz (1822–1892), Amtsrat ⚭ Gertrud von Gansauge (* 15. Juni 1834)
- Theodor Ludwig Gustav (1824–1888), Deichhauptmann im Oderbruch ⚭ Frederike Wahnschaffe (* 26. Juni 1831)